# 肝膽排石法
肝膽排石法（英語：Gallbladder flush）是一種缺乏實證的替代医学療法。該療法聲稱藉由攝入硫酸镁、橄欖油、和葡萄柚汁等等，可以促進膽囊排出膽結石。嘗試該療法的個案，確實可以排出石塊狀的固形物，但後續分析證實這些固體為「皂化石」，並非膽結石。惟此療法目前有1999年Lancet中一篇成功排出膽結石的病例報告，整體上西醫學界不建議進行。

## 療效
根據某些病例報告，嘗試該療法的確實會在排遺的過程中，排出類似石塊狀的固體。但後續的科學分析顯示這些固體物質的成分，75%以上由脂肪酸構成，並無一般膽結石所含有的膽固醇、膽紅素，以及鈣質。因此這些固體並非膽結石，而是因為攝入的大量油脂與葡萄柚汁中的鉀離子，在消化過程中，經過皂化反應，而生成的「皂化石」。醫學上在約1999年Lancet曾有一篇成功排出結石的個案報告，結石經化學分析為「Fatty Stones」，分析結果與皂化石完全相反。

## 風險
該療程的療效缺乏西醫界的實證，學界及醫界不建議進行。有些觀點認為使用此療程的患者常有腹瀉及腹痛的症狀，且有患者在使用此療法後併發膽道性胰腺炎。